# Kutynicze
Kutynicze (ukr. Кулиничі) – wieś na Ukrainie w rejonie lwowskim (wcześniej w rejonie żółkiewskim) obwodu lwowskiego.

## Historia
Dawniej wieś w gminie Kamionka Wołoska w powiecie rawskim. Część wsi Bobroidy.